# Svinčev nitrat
Svinčev nitrat (Pb(NO3)2) je anorganska spojina s kemijska formulo Pb(NO3)2. Pojavlja se v belih, trdnih kristalih, ki so brez vonja. V preteklosti so jo uporabljali za izdelovanje svinčenih barv, ki pa so kasneje izkazale za strupene in so jih zato umaknili iz prodaje. Kljub temu obstajajo grobe ocene, da je v ZDA približno 57 milijonov domov, ki so bili zgrajeni do leta 1980 in vsebujejo okoli 3 milijone ton strupenih svinčenih barv. Uporablja se na primer tudi za ustrojenje usnja in izdelovanje pirotehničnih sredstev predvsem zaradi efekta presketanja in mikro zvezdic.
Uporablja se v mnogih panogah industrije, ponekod so ga opustili zaradi škodljivih učinkov na zdravje.

## Ugotovitve o nevarnih lastnostih
Zelo nevaren je v primeru zaužitja. Nevaren je v primeru stika z kožo, očmi ali če ga vdihavamo. V teh primerih po navadi povzroča dražanje. Hujše posledice sledijo predvsem pri daljšem izpostavljanju oziroma stiku, saj v tem primeru povzroča kožne razjede in opekline.
Je eksploziven, vendar ima nizko raven eksplozivnosti. Lahko je strupen tudi za kri, ledvica, živčni in tudi razmnoževalni sistem. Je požarno nevaren ob prisotnosti gorljivih in organskih materialov. Pri segrevanju do razkroja oddaja zelo strupene hlape svinca in dušikovih oksidov.

## Ukrepi za prvo pomoč
Vdihovanje
V primeru vdihavanja se je potrebno takoj odstraniti na svež zrak. Zrahljamo tesne dele oblačil kot so kravata, pas in podobno. Če prizadeti ne diha mu je potrebno nuditi umetno dihanje (nevarnost tudi za izvajalca prve pomoči), če okoliščine omogočajo pa tudi vdihovanje kisika in v vsakem primeru čimprejšno zdravniško pomoč.
Zaužitje
V primeru zaužitja ne izzivamo bruhanja, razen če tega ne odredi medicinsko osebje. Izogibamo se vsakršnih stikov usta na usta z zastrupljeno osebo. Zrahljamo tesne dele oblačil kot so kravata, pas in podobno. Takoj poiščemo zdravniško pomoč.
Stik s kožo
V primeru stika s kožo le to takoj speremo z obilico čiste vode. Lahko uporabljamo hladno vodo. Še boljša je uporaba razkužila in antibakterijske kreme. Takoj odstranimo oblačila, ki so bila v stiku s snovjo in jih pred ponovno uporabo temeljito speremo. Takoj poiščemo zdravniško pomoč.
Stik z očmi
Če nosimo leče moramo te takoj odstraniti. Na vsaj 15 minut si jih spiramo z obilico hladne vode in takoj poiščemo zdravniško pomoč.

## Ukrepi ob požaru:
Posebne nevarnosti
Je nevarna oksidativna snov.  V stiku z lahko oksidirajočimi snovmi lahko povzroči vžig, nasilna zgorevanja ali eksplozijo. Povečuje gorljivost vnetljivih materialov. Kot močan oksidant lahko povzroči eksplozijo, če je izpostavljen vročini, plamenu ali trenju. Prav tako lahko delujejo kot vir eksplozije za prah ali paro. Svinčev nitrat lahko razpade na dušikove okside in svinec v primeru ognja.
Primerna sredstva za gašenje
Uporabimo katerikoli dostopen vir gašenja, vendar moramo paziti da voda, ki je bila v stiku s snovjo ne pride v kanalizacijo ali v druge vodne poti.
Posebna zaščitna oprema za gasilce
V primeru požara se uporablja popolna gasilska oprema skupaj z dihalnimi aparati s funkcijo uravnavanja pritiska.

## Ukrepi ob nezgodnih izpustih
Pri manjših nezgodnih izpustih z ustreznimi pripomočki poskrbimo, da snov pospravimo v posodo za odpadne nevarne snovi.

Pri večjem razlitju ustavimo le to a le v primeru, da s tem ne ogrožamo sebe ali drugih. Preprečimo, da bi snov prišla v stik z lahko gorljivimi materiali kot so les, papir, olje, oblačila in podobno.
Snov z vodo ohranjamo vlažno.

## Nadzor nad izpostavljenostjo/varnost in zdravje pri delu
Snovi ne vdihavamo, se ji ne izpostavljamo po nepotrebnem, nosimo primerno zaščitno opremo in v primeru zaužitja ali stika s sluznico takoj poiščemo zdravniško pomoč in pokažemo etiketo ali embalažo.

Pri delu s snovjo uporabljamo celotno zaščitno opremo (rokavice, obleka, čevlji, očala) in samostojen dihalni aparat. Vsa dela s to snovjo naj potekajo v dobro prezračevanem prostoru.

## Obstojnost in reaktivnost
Snov je stabilna, edini pogoj za nestabilnost pa so nezdružljive snovi, ki so amonijev tiocianat, ogljikov prah, svinčev hipofosfit, acetat, kalij, aluminij, alkil estri, fosfor, žveplo in kositrov klorid. Zelo je reaktivna z gorljivimi in organskimi materiali. Je nekorozivna v prisotnosti stekla.

## Toksikološki podatki
V telo lahko vstopi skozi dihala, prebavila ali z dotikom.
Ima rakotvorni učinek in ima škodljive vplive na kri, ledvica, reproduktivni sistem, periferno živčevje in centralni živčni sistem.
Prehaja skozi posteljico. Lahko povzroči škodljive učinke na razmnoževanje in okvare ploda (teratogenost) in lahko vpliva na genski material (mutagene). To lahko povzroči raka, vendar ni prepričljivih dokazov za to pri ljudeh. Na Ameriški konferenci vladnih industrijskih higienikov (ACGIH) je razvrščena kot rakotvorna (potrjeno na živalih z neznanim pomenom za ljudi).
Povzroča draženje kože in oči. Dihanje svinčevega nitrata lahko draži nos, grlo, bronhije in pljuča. Vstop skozi dihala lahko povzroči methemoglobimnemio, cianozo (modrikasto spremembo barve kože zaradi pomanjkljivega oksigenacija krvi), krče, tahikardijo, bolečine v prsih zaradi dispneja in smrt. Prav tako lahko vpliva na obnašanje (centralni živčni sistem), vključno z učinki glavobola, krčev, nespečnosti in podobno. Lahko povzroči okvare ledvic in slabokrvnost. To lahko povzroči tudi druge simptome, podobne kot pri zaužitju.
Pri zaužitju sledi akutna zastrupitev. Akutna zastrupitev lahko povzroči neprijeten občutek v trebuhu ali krče, svinčene črte na dlesnih, anoreksijo, izgubo teka in teže, zaprtje, kovinski okus, mišična oslabelost, depresijo, razdražljivost, omotico in zmanjšanje spomina.

## Ekotoksikološki podatki
Ekotoksičnost v vodi (LC50)za ribe znaša 240 ppm na 48 ur, za vodne bolhe pa 6,7 ppm na 96 ur. Proizvodi, ki bi povzročili degracijo snovi v kratkem roku zaenkrat še ne obstajajo, oziroma jih še ne poznamo, za degracijo v dolgem roku pa bodo po vsej vrjetnosti na voljo zelo kmalu.
Snovi, ki nastanejo ob razgradnji so manj strupene kot sam svinčev nitrat.

## Odstranjevanje
Snovi ni mogoče vrniti v predelavo ali reciklažo zato jo moramo obravnavati kot nevaren odpadek. Obdelava, uporaba ali kontaminacije tega izdelka lahko spremeni možnosti za ravnanje z odpadki. Državni in lokalni odstranjevalni predpisi se lahko medsebojno razlikujejo. Tudi predmeti, ki so bili v stiku s snovjo se obravnavajo kot nevarni odpadki.